# Prêmio Quem de melhor atriz coadjuvante de televisão
O Prêmio Quem de melhor atriz coadjuvante de televisão é um dos prêmios oferecidos durante a realização do Prêmio Quem de Televisão realizado pela Revista Quem, destinado a melhor atriz coadjuvante da televisão brasileira.
Em 2015 a categoria não foi apresentada.

## Resumo
- Atriz com mais indicações: Vera Holtz (3) e Zezé Polessa, Elizabeth Savalla, Drica Moraes e Laura Cardoso (2).
- Atriz mais jovem a ganhar: Giovanna Lancelloti aos 19 anos por Gabriela (2012).
- Atriz mais jovem a ser indicada: Marina Ruy Barbosa aos 16 anos por Morde & Assopra (2011).
- Atriz mais velha a ganhar: Elizabeth Savalla aos 59 anos por Amor à Vida (2013).
- Atriz mais velha a ser indicada: Laura Cardoso aos 89 anos por Sol Nascente (2016).

## Vencedores e indicados
| Ano  | Vencedores                            | Indicados |
| ---- | ------------------------------------- | --- |
| 2010 | Zezé Polessa - (Escrito nas Estrelas) | - Aracy Balabanian - (Passione) - Cleyde Yáconis - (Passione) - Daisy Lúcidi - (Passione) - Jandira Martini - (Escrito nas Estrelas) - Walderez de Barros - (Escrito nas Estrelas) |
| 2011 | Marjorie Estiano - (A Vida da Gente)  | - Marina Ruy Barbosa - (Morde & Assopra) - Sophie Charlotte - (Fina Estampa) - Maria Clara Gueiros - (Insensato Coração) - Fernanda Rodrigues - (O Astro) - Zezé Polessa - (Cordel Encantado) - Camila Pitanga - (Insensato Coração) - Elizabeth Savalla - (Morde & Assopra) - Carolina Dieckmann - (Fina Estampa) |
| 2012 | Giovanna Lancellotti - (Gabriela)     | - Cláudia Missura - (Avenida Brasil) - Débora Bloch - (Avenida Brasil) - Eliane Giardini - (Avenida Brasil) - Isis Valverde - (Avenida Brasil) - Laura Cardoso - (Gabriela) - Leona Cavalli - (Gabriela) - Luiza Valdetaro - (Gabriela) - Vera Holtz - (Avenida Brasil)                                            |
| 2013 | Elizabeth Savalla - (Amor à Vida)     | - Bárbara Paz - (Amor à Vida) - Chandelly Braz - (Saramandaia) - Danielle Winits - (Amor à Vida) - Letícia Sabatella - (Sangue Bom) - Nathalia Timberg - (Amor à Vida) - Regiane Alves - (Sangue Bom) - Totia Meireles - (Salve Jorge) - Vera Holtz - (Saramandaia)                                                |
| 2014 | Drica Moraes - (Império)              | - Camila Morgado - (O Rebu) - Cássia Kis Magro - (O Rebu) - Dira Paes - (Amores Roubados) - Inês Peixoto - (Meu Pedacinho de Chão) - Giulia Gam - (Boogie Oogie) - Vanessa Gerbelli - (Em Família) - Vera Holtz - (O Rebu) - Viviane Pasmanter - (Em Família)                                                      |
| 2015 | A categoria não foi apresentada.      | A categoria não foi apresentada. |
| 2016 | Grazi Massafera - (A Lei do Amor)     | - Alice Wegmann - (Ligações Perigosas) - Camila Queiroz - (Êta Mundo Bom!) - Cristina Pereira - (Haja Coração) - Drica Moraes - (Justiça) - Grace Gianoukas - (Haja Coração) - Laura Cardoso - (Sol Nascente) - Nathalia Dill - (Liberdade, Liberdade) - Selma Egrei - (Velho Chico)                               |